# Orquestra Mirasol
L'Orquestra Mirasol va ser una formació musical catalana. El grup fou creat el 1973 i dedicat al jazz-rock, molt influït per Chick Corea i Herbie Hancock. Va prendre el nom del barri de Mira-sol de Sant Cugat del Vallès on tenien el lloc de trobada. Posteriorment va canviar de nom a Mirasol Colores en passar a tocar més música llatina i salsa. I després va tornar breument als anys 2000.
El 1975 i el 1976 participà en el Festival Canet Rock. El 1977 va canviar el nom a Mirasol Colores, que va ser una derivació cap a la música salsera de la formació original. En aquesta etapa, el grup publica dos àlbums, el primer dels quals (La Boqueria, 1977, reeditat en CD per PDI el 1992, juntament amb Salsa Catalana, el primer disc de l'Orquestra Mirasol) conté dos temes cantats en català per Manel Joseph: L'ocellot del mal pèl i Rumba criminal. El 1998 fou reconstituïda fugaçment l'Orquestra Mirasol original, i va actuar fins finals dels anys noranta, gravant un CD que recull una actuació a l'Espai, i que inclou alguns temes cantats.

## Discografia
- Salsa Catalana (LP). Edigsa 	1974. Reeditat per Picap 2009
- D'oca a oca i tira que et toca, (2xLP, 41, 43 min) + 1 fullet) 	Edigsa 	1975.[5] Reeditat per Picap 2009
- Orquestra Mirasol / Mirasol Colores - Salsa Catalana / La Boquería (CD, Comp). PDI, 1992 (Recopilatori)